# Onze-Lieve-Vrouw-Geboortekerk (Conchil-le-Temple)
De Onze-Lieve-Vrouw-Geboortekerk (Frans: Église Notre-Dame-de-la-Nativité) is de parochiekerk van de tot het Franse departement Pas-de-Calais behorende plaats Conchil-le-Temple.
Het schip van deze kerk is van de 18e eeuw, en het koor werd voor 1549 gebouwd. De gewelven daarvan zijn 16e-eeuws en tot voor de Franse revolutie was er een kapel, gewijd aan Sint-Blasius, aangebouwd. In 1859 werd een sacristie aangebouwd en in 1870 werd het torentje op de voorgevel aangebracht. Voordien stond er een toren op het koor.